# Sacra Conversazione (Piero della Francesca)
Sacra Conversazione (Pala di Brera, Pala Montefeltro, ou Sacra Conversazione, em italiano) é uma pintura a óleo de cerca de 1472 de Piero della Francesca, mestre pintor italiano do Renascimento, e que se encontra actualmente no Pinacoteca de Brera de Milão. Algumas partes da pintura, em particular as mãos do duque doador, Federico da Montefeltro, são atribuídas a uma intervenção posterior de Pedro Berruguete, pintor da corte do duque, em cerca de 1474.
A Sacra conversazione é um exemplo da pesquisa perspéctica realizada pelos artistas da Itália Central no final do século XV. É uma obra monumental, com um magnífico tratamento da luz, abstrata e imóvel, e com um repertório iconográfico de riqueza extraordinária. Em primeiro lugar, são invulgares tanto o tamanho como a ausência de compartimentos laterais, como nos polípticos tradicionais, resultando na primeira Sacra Conversazione desenvolvida principalmente na vertical. Inúmeros painéis de altar, em todo o centro-sul da Itália, são inspirados nela.

## Descrição
A pintura apresenta a Virgem Maria no trono, ao centro, numa posição de adoração, com as mãos juntas sobre o Menino Jesus que dorme ao seu colo. A sua figura domina a cena e o seu rosto é o ponto de fuga de toda a composição. O trono encontra-se assente sobre um precioso tapete anatólico, um objecto raro e precioso inspirado em pinturas semelhantes da pintura flamenga.
O Menino Jesus tem pendente do pescoço um pingente de coral que se refere ao vermelho do sangue, um símbolo da vida e da morte, mas também da função salvífica da ressurreição de Cristo. A própria posição de adormecimento era uma prefiguração da morte futura na cruz.

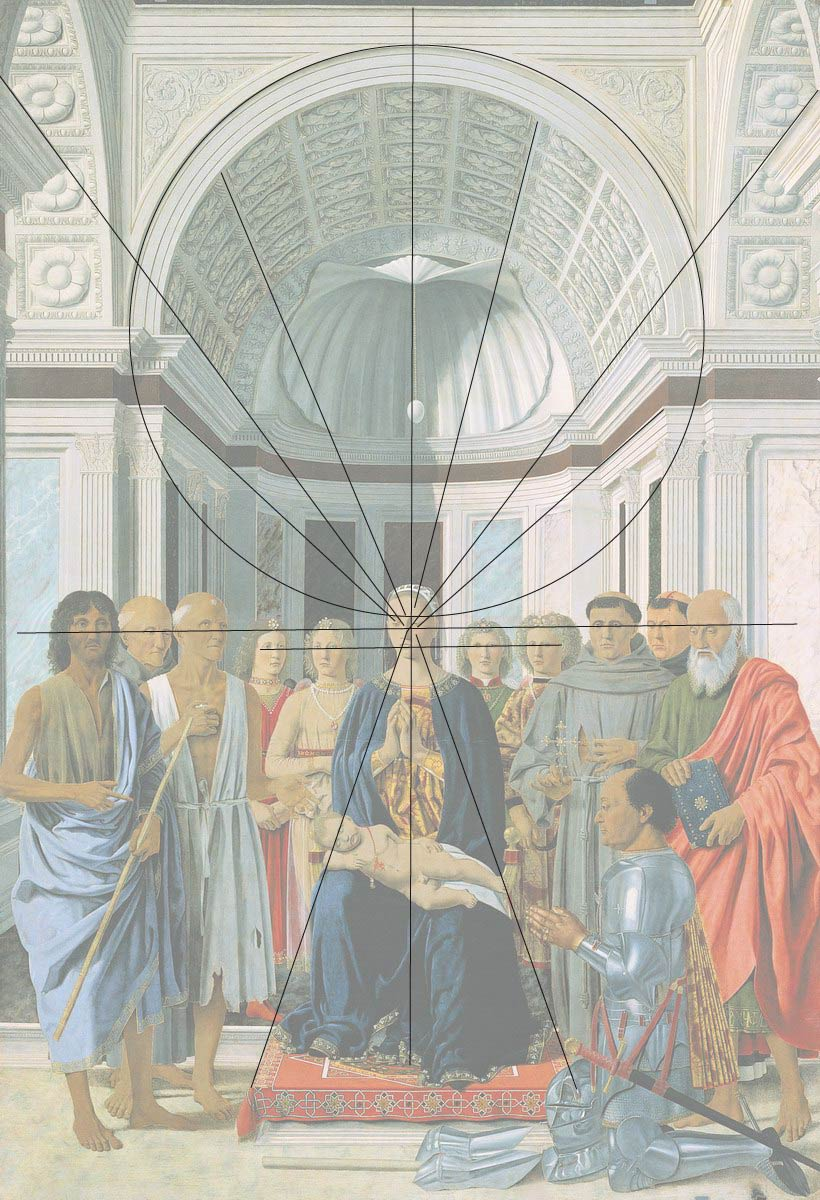
Sacra conversazione, linhas de força perspectivas.

Ao redor de Maria há um grupo de anjos e santos. Este agrupamento central de santos é raro, mas encontra-se antes na oficina de Murano dos Vivarini e num políptico de 1439 de Antonio Alberto presente na igreja de San Donato de Urbino. Provavelmente a posição foi escolhida pelo comprador/doador, o duque Federico da Montefeltro, que está no canto inferior direito,  ajoelhado e com armadura, em ligação com um sentimento que lhe era caro, o da piedade filial. Federico está colocado mais exteriormente, fora do círculo de anjos e santos, como prescrevia o cânone hierárquico da iconografia cristã renascentista. As vestes, muito apreciadas, as pedras dos anjos e a armadura do duque foram pintadas com particular detalhe, de acordo com um gosto tipicamente flamengo.
O fundo da composição é a abside de uma igreja com estrutura arquitetónica clássica.
A elaboração perspética da pintura converge para um único ponto de fuga, colocado ao nível dos olhos da Virgem, cujo rosto oval está perfeitamente alinhado com o ovo de avestruz pendurado na bacia absidal e de que reproduz a forma perfeita. A harmonia da composição é obtida através da repetição de um módulo circular: o arco abobadado ao alto, o fundo marcado por painéis de mármore e os santos ao redor da Virgem sublinhando a estrutura semicircular da abside.

### Os Santos
Os seis santos que estão ao lado da Virgem, no mesmo plano, são os seguintes (a contar da esquerda):
- São João Baptista, de barba, com uma vara;
- São Bernardino de Siena, em segundo plano, cuja presença é justificada pelo fato de ter sido amigo e talvez confessor do doador Federico;
- São Jerónimo à esquerda da Virgem Maria, com a veste rasgada de eremita e com a pedra a bater no peito; ele, sendo erudito e tradutor da Bíblia, era considerado o protetor dos humanistas;
- São Francisco de Assis, que mostra os estigmas cuja presença está relacionada a um possível destino original da pintura para a igreja franciscana de San Donato degli Osservanti, que, no entanto, alojou durante algum tempo o túmulo do duque Federico;
- São Pedro mártir, com o golpe na cabeça;
- São João Evangelista, com o livro e o manto tipicamente rosado.

Muitos dos santos mostram as feridas do seu martírio, e mesmo o Duque, com o elmo amolgado, lembra o sofrimento terreno. Nas jóias usadas pelos anjos, ou na cruz que São Francisco tem na mão direita, o pintor demonstrou o nível do seu virtuosismo ao criar reflexos luminosos nas várias superfícies, mesmo as mais ínfimas e escondidas, como faziam os pintores flamengos.

### Federico da Montefeltro
Federico da Montefeltro tem vestida uma armadura, com espada e um rico manto com pregas, enquanto no chão tem o capacete polido que reflecte o meio envolvente, o bastão de comando e as manoplas da armadura  que foram retiradas para permitir que o Duque juntasse as mãos em oração. Federico é mostrado de perfil, no seu lado esquerdo, como de costume, uma vez que o direito foi mutilado com a perda de um olho durante um torneio.
As mãos de Federico tiveram um tratamento meticuloso e abrilhantado o que é estranho ao resto da pintura. A repintura das mãos tem sido atribuída ao artista espanhol de formação flamenga Pedro Berruguete, artista da corte de Federico de 1474 a 1482.
A figura de Federico é não só proporcional à de Maria, o que já havia sido introduzido por Masaccio, como também está inequivocamente envolvida no espaço da "conversa sagrada", suscitando também no observador, por emulação, o sentimento de se encontrar no espaço da igreja.

### O fundo
A cena é colocada em frente de uma abside monumental que está muito atrás das figuras, como evidenciado pelo estudo de proporções arquitectónicas. De acordo com o crítico Clark, a estrutura pintada seria inspirada na Basílica de Santo André de Mantova desenhada por Leon Battista Alberti. A obra desta igreja foi iniciado em 1472, mas é provável que tivesse havido uma troca de opiniões e talvez de desenhos  entre os dois artistas durante um provável encontro em Rimini ou talvez na própria Urbino. A estrutura também relembra o esquema da arquitectura real da igreja de San Bernardino, de Francesco di Giorgio Martini, embora a igreja seja um trabalho posterior, construído a partir de 1482.
Um monumental arco de triunfo, suportado por pilastras acima de um elaborado entablamento com uma faixa contínua de mármore vermelho, desenvolve-se com uma abóbada de berço formada por caixotões esculpidos com rosetas, como nas obras de Alberti ou da  Santíssima Trindade de Masaccio, de inspiração brunelleschiana. Arcos similares são colocados nos lados, como num transepto hipotético. Na parte inferior, há espelhos de mármore policromados em tons delicados que destacam as figuras, amplificando a sacralidade e a monumentalidade. O sistema perspéctico é sublinhado pelos contrastes de luz e sombra que são criados nos caixotões da abóboda.

### A concha e o ovo
No fundo do nicho, há uma êxedra semicircular em que está esculpida uma concha magnificamente destacada pela luz (existem outros exemplos do uso da concha na arte florentina da época, desde Donatello em 1425), no centro da qual está suspenso um ovo de avestruz, que parece flutuar sobre a cabeça de Maria. O ovo é destacado pela luz sobre um fundo sombrio, projetando-se opticamente em primeiro plano.
A concha é um símbolo da nova Vénus, Maria, a mãe de Jesus Cristo, e da beleza eterna, bem como da natureza geradora da Virgem Maria e do seu vínculo com o mar e as águas. O ovo de avestruz, que é também um emblema da perfeição divina, é colocado numa posição ligeiramente deslocada em relação ao eixo central da pintura como símbolo da superioridade da Fé sobre a Razão. O ovo é uma invocação complexa do dogma da virgindade de Maria, que era conhecido pelos humanistas do século XV. Ele lembra a história de Leda, esposa do rei de Esparta, que segundo o mito foi fecundada por Zeus sob a forma de um cisne, antecipando a fecundação de Maria através dos raios divinos emanados pela pomba do Espírito Santo.
O ovo também foi vulgarmente entendido como símbolo da vida, no mito cosmogónico da Criação (ver ovo cósmico). Em numerosas igrejas da Abissínia e do Oriente cristão-ortodoxo, um ovo é muitas vezes dependurado no centro da abside também com este valor, como sinal de vida, de nascimento e de renascimento. O ovo, iluminado por uma luz uniforme, expressa a ideia de um espaço centralizado, harmonioso e geometricamente equilibrado: "centro e fulcro do Universo".
Segundo outros, a figura ovoidal seria, em vez disso, uma pérola, gerada pela concha sem qualquer intervenção masculina.

### Técnica
O painel é composto de nove placas de madeira alinhadas na horizontal e mantidas juntas por varas soldadas em mancais reforçados por anéis metálicos, de acordo com um padrão de carpintaria que estava em uso em Urbino, usado, por exemplo, no Pala do Corpo de Deus de Joos van Wassenhove ou no ciclo dos Homens Ilustres no Palazzo Ducale (Urbino).
A impressão clara, colocada antes do desenho e da cor, aparece, de acordo com uma técnica aprendida com os flamengos, em porções subtis ao longo do perímetro das formas, deixadas livres pelos véus pictóricos, com o efeito de criar um brilho vibrante que acentua a tridimensionalidade.
Não são muitas as cores utilizadas, mas os efeitos cromáticos são multiplicados pelo uso de diferentes pastas, de acordo com as superfícies. Se a tempera é usado no ovo do plano arquitetônico, os encarnados são feitos com uma emulsão de ovo e óleo, enquanto alguns detalhes, como as vestes, apresentam uma série de velaturas a óleo sobre uma base a têmpera, ou vice-versa. A variação das superfícies e os diferentes tons de brilho são assim obtidos de uma maneira excelente.
Não se sabe porque foram repintadas as mãos do Duque. Talvez o cliente estivesse insatisfeito, desejando um efeito mais realista, ou porque foi preciso acrescenta-lhe o anel de viúvo, exigindo uma nova elaboração com todo o detalhe. Durante estas intervenções, foram também suprimidas as jóias profanas na cabeça da Virgem, como revelaram as radiografias, pois terão sido consideradas inconvenientes.

## A questão da integridade da obra
De acordo com o crítico Carlo Ludovico Ragghianti, a obra foi mutilada de todos os lados. Na sua totalidade, a obra apareceria "enquadrada em primeiro plano por pilastras laterais (das quais ainda são visíveis as cornijas terminais) e de um arco em contra-luz". A reconstrução proposta por Ragghianti, pareceu plausível para muitos outros estudiosos e críticos.
Ragghianti, que já havia notado e provado uma mutilação similar noutra obra de Piero della Francesca, a Anunciação de Perúgia, tentou identificar a extensão original das pinturas com base na harmonia da composição. Ele viu um "desprendimento" entre a massa dos personagens e o vácuo acima deles. O equilíbrio harmônico entre os dois lados seria garantido pela seção dourada ajustada na linha paralela à base e tangente ao ápice da cabeça de Maria. Além disso, de acordo com esta ampliação, o ovo estaria no centro geométrico de toda a composição, reiterando o equilíbrio e a simetria procurados pelos pintores humanistas.
Estudos subsequentes da obra mostraram que a obra pode ter sido efectivamente cortada nos lados. De facto, faltam ao longo das bordas as sombras usuais, geralmente presentes num trabalho pictórico, independentemente da perícia do executante. A obra poderia, portanto, ter sido cortada nos quatro lados e, em seguida, cuidadosamente limada nas bordas. Os exames efectuados mostraram vestígios óbvios deste alisamento, sendo difícil de datar esta intervenção.

## Influência
A obra teve um papel fundamental no desenvolvimento da cultura figurativa italiana, influenciando artistas como Giovanni Bellini e Antonello da Messina. A memória do espaço profundo definido perspetivamente, sobre o qual incide uma luz estática, foi indubitavelmente importante para um artista que teve formação em Urbino como foi Bramante.